# Manteno (Illinois)
Manteno est un village du comté de Kankakee dans l'Illinois, aux États-Unis,. Situé au nord du comté, il est incorporé le 8 juillet 1878.

## Démographie
Lors du recensement de 2010, le village comptait une population de 9 204 habitants. Elle est estimée, en 2016, à 8 969 habitants.